# 名生館官衙遺跡
名生館官衙遺跡（みょうだてかんがいせき）は、宮城県大崎市名生館・名小館・名生北館に所在し、多賀城創建以前に築かれた官衙遺跡である。

## 概要
本遺跡は、中世の奥州探題大崎氏の城として名高かった遺跡である。ところが、1980年代に、この辺一帯が田・畑として開墾された際に、多数の瓦が採集されて、古代の遺跡でもあることが分かったが、さほど古い遺跡であることは認識されなかった。その後、種々検討が重ねられ、多賀城創設を溯ることが確認された。その頃、玉造柵の有力候補地に挙がった。1980年（昭和55年）から発掘調査が行われ、その結果、玉造柵と確定する資料こそ得られなかったが、多賀城創建を溯る官衙であることは確実とされ、1987年（昭和62年）8月、国の史跡に指定された。
宮城県の北部大崎地方に、7世紀末から8世紀にかけて、すでに評（郡）家が建造されていたことが判明したのである。また、大崎地方は、すでに内国化していたことが明らかになった

## 規模、遺構・遺物
本遺跡は、県北の大崎平野の北西部にあり、比高10メートルほどの低い台地上に位置している。遺跡の範囲は南北約110メートル、東西約700メートルであり、その範囲から、7世紀末から9世紀にかけての官衙遺跡が多数検出された。郡家中枢と見られる一郭は、東西52.4メートル、南北60.6メートルで、この建物に北に7間×5間の瓦葺きの堂を配置し、西に10間×2間、8間×2間の2軒の南北棟を南北に並べている。この建物に八葉単弁蓮花文軒丸（のきまる）とロクロ挽重弧文軒平（のきひら）瓦が用いられている。この瓦は、7世紀末から8世紀初頭にかけてものである。